# 월간 원예
월간 원예는 농정, 시설원예, 과수, 채소, 화훼, 특용작물, 친환경농업, 농기계, 농자재, 취미원예, 실내원예 등의 주제를 다루는 월간지이다. 월간원예사에서 1983년부터 매월 발행하고 있다.